# Edgar (roi d'Écosse)
Pour les articles homonymes, voir Edgar.
Edgar d’Écosse (Etgair mac Maíl Choluim), dit le pacifique, né vers 1074 et mort entre le 8 et le 15 janvier 1107, est roi d'Écosse de 1097 à 1107. Son règne pacifique de dix ans, démontre son habileté politique alors qu'il demeure clairement un vassal des rois normands d'Angleterre.

## Origine
Edgar est probablement le quatrième fils de Malcolm III et de sa seconde épouse sainte Marguerite d'Écosse, il est sans doute né à la fin de la décennie 1070 et il porte le nom du célèbre ancêtre de sa mère le roi Edgar d'Angleterre, il doit avoir été le fils qui a annoncé à sa mère la nouvelle de la mort de son père et de son frère aîné, Édouard, après leur défaite à Alnwick le 13 novembre 1093.

## Années d'exil
Après la mort de sa mère et l'accession au trône de son oncle Donald III d'Écosse il se réfugie  en Angleterre sous la protection de son oncle maternel Edgar Atheling. Il est probablement le « Edgar » qui appose sa marque sur la charte de son demi-frère Duncan II d'Écosse lors d'une donation à Saint Cuthbert en 1094. Il est sans doute de nouveau expulsé d'Écosse lors de la restauration de Donald III en novembre 1094.
À Norham en 1095, il se nomme lui-même dans une autre charte  « Moi Edgar, fils de Malcolm roi des Scots, tenant la totalité du Lothian et le royaume d'Écosse par don de mon seigneur Guillaume, roi des Anglais et par héritage paternel ». Il fait à cette occasion une donation importante à  Saint Cuthbert autour de Berwick et de Coldingham; le document connu seulement par une copie tardive porte apparemment le sceau  « du roi Edgar », un détail qui a fait douter de son authenticité, mais une autre charte authentifiée du roi Guillaume II d'Angleterre confirme le don.

## Règne
Edgar ne peut obtenir le royaume d'Écosse qu'avec l'aide anglaise, que lui fournit en 1097, son oncle Edgar Ætheling, sur ordre du roi Guillaume le Roux, lorsqu'il envahit l'Écosse, défait Donald III lors d'une bataille et place Edgar sur le trône, comme « fidèle » de Guillaume le Roux ; le frère aîné d'Edgar Edmund, allié et corégent de Donald III, est laissé en vie mais enfermé jusqu'à sa mort  dans un monastère en Angleterre.
L'année suivante le roi Magnus III de Norvège, lors de sa première grande expédition vers les « îles de l'Ouest » navige des Orcades, vers l'île de Man, et Anglesey qu'il pille. Selon la saga, il décide alors, au lieu de faire la guerre à l'Écosse, de négocier avec le « roi Malcolm » une paix par laquelle il conserve toutes les îles de l'ouest de l'Écosse, c'est-à-dire les Hébrides, en y ajoutant Kintyre après qu'il a fait traverser par ses bateaux l'isthme de Tarbert. Les historiens considèrent que le « roi Malcolm » évoqué dans la saga est en fait Edgar et que le royaume de Man et des Îles trouve son origine dans cet événement mais il est douteux qu'aucun roi d'Écosse ait obtenu l'hommage pour les Hébrides et l'île de Man à cette époque.
En 1099, Edgar porte l'épée du roi anglais lors de la grande fête organisée pour l'inauguration du hall de Westminster. Il obtient également la libération de Robert, fils de Godwin de Winchester, à qui il avait donné un fief au Lothian, et qui avait été arrêté par les hommes de Rainulf Flambard, évêque de Durham, apparemment pour avoir cherché à construire un château sur le domaine épiscopal.
Edgar prive alors l'évêque du comté de Berwick, bien qu'un prieuré dépendant de l'église de Durham soit fondé à Coldingham quarante ans plus tard. Edgar n'assiste pas à l'ouverture de la tombe de Saint Cuthbert en 1104, mais il ajoute à ses donations Swinton dans le Berwickshire, ancienne possession d'un propriétaire terrien local, avec vingt-quatre bovins et le paiement annuel par les habitants d'un demi-merk d'argent.
Par ailleurs, Edgar avait donné le domaine d'Ednam à un certain Thor le Long, qui avec l'aide du roi l'avait développé et y avait construit une église dédiée à Saint Cuthbert. Vers 1105, Thor cède une partie de ce domaine à l'église de Durham pour « l'âme de mon seigneur le roi Edgar, les âmes de ses père et mère le salut de ses frères et sœurs et la rédemption de Lefwine mon frère bien aîmé… ». Des informations fragmentaires suggèrent que le Berwickshire a subi de sérieuses dévastations à l'époque de Malcolm III ou à celle de l'évêque Rainulf.
Les sièges épiscopaux de Saint Andrews et de Glasgow restent vacants pendant tout le règne d'Edgar mais il donne Portmoak, dans l'actuel comté de Perth and Kinross, au monastère de Culdee de Loch Leven et un domaine sur la côte nord du Firth of Forth au prieuré et future abbaye de Dunfermline, fondé par sa mère, où l'archevêque de Canterbury envoie à sa demande des moines. C'est probablement Edgar qui rétablit cette fondation familiale après son effondrement sous le règne de Donald III. L'attitude du roi vis-à-vis de l'église reste toutefois difficile à cerner et est peut-être liée à ses relations avec le roi d'Angleterre.
Edgar n'entretient pas avec le nouveau roi d'Angleterre Henri Ier, qui cherche des appuis pour lutter contre son frère Robert Courteheuce, les mêmes relations de soumission qu'avec son prédécesseur. Toutefois, une fois le pouvoir d'Henri Ier établi, il ne semble pas que le roi d'Écosse soit intervenu lorsque sa sœur Edith, renommée ensuite Mathilde, est retirée de son couvent anglais afin qu'elle épouse le 11 novembre 1100, Henri désireux de s'unir avec une princesse issue de la Maison de Wessex, ni même qu'il ait été consulté l'année suivante quand ce même Henri Ier fait épouser son autre sœur Marie à Eustache III de Boulogne, après qu'elle a été refusée par Étienne de Blois, comte de Mortain, le neveu du roi.
Le sceau d'Edgar à simple face montre la forte influence de celui du roi Édouard le Confesseur, mais ses écrits et chartes conservés sont de formes et de style anglo-normand. Il s'agit de donations à Saint Cuthbert; quatre chartes originales survivent et une sous forme de copie, une seule énumère des témoins qui sont tous d'origine anglo-saxonne ou anglo-norvégienne, on peut en déduire qu'en dépit des circonstances de son accession au trône, Edgar n'a pas particulièrement favorisé une émigration anglo-normande en Écosse.
Edgar entretient aussi des relations avec l'Irlande. Il envoie comme présent en 1105 à Muirchertach Ua Briain, roi de Munster et Ard ri Erenn, très actif à cette époque sur la côte est de la Grande-Bretagne, « un merveilleux grand animal » considéré comme un chameau qui avait sans doute été ramené en Écosse par un participant à la Première croisade à laquelle un contingent de scots incluant Robert, fils de Godwin s'était joint.

## Fin de règne et mort
Dans ses dernières volontés, Edgar spécifie qu'un important apanage au Strathclyde et au Teviotdale dans l'actuel district de Dumfries and Galloway soit affecté à son jeune frère, David; il est possible que ce même domaine ait été attribué à Alexandre, son frère puîné, pendant le règne d'Edgar. Le roi ne contracte a priori aucune union et il ne lui est pas connu d'enfant. Il est décrit par Aelred de Rievaulx comme « doux et aimable, n'employant pas la tyrannie, sans dureté, ni cupidité vis-à-vis de son peuple, mais régnant sur ses sujets avec grande charité et bienveillance ». Edgar meurt à Édimbourg le 8 ou plutôt le 15 janvier 1107, et il est inhumé à l'Abbaye de Dunfermline dans le Fife. Il a comme successeur son frère Alexandre Ier.